# ブリット・モーリン
ブリット・モーリン(Brit Morin)ことブリタニー・モーリン(Brittany Morin1985年12月6日 - )はアメリカの起業家、作家、Brit + Coの創業者兼CEOである。Brit + Coはサンフランシスコの オンラインDIY メディア、Eコマース企業。モーリンはNBC’s TODAY showのレギュラーDIY・ライフスタイルの寄稿者でもある.。
また、Rachael Ray、Steve Harvey、CNN、Yahoo 、The Huffington Postの寄稿者でもあった。
最初の著作Homemakers: A Domestic Handbook for Digital Generation, was published in March 2015.は2015年3月に出版された。

## 生い立ち
テキサス州 サンアントニオで生まれる。 テキサス大学オースティン校でビジネス・コミュニケーションを専攻 。

## キャリア
卒業後、シリコンバレーに移り、 AppleのiTunes で働き、その後Googleで4年間務める。その際、Google TV、Google Maps、Google Search、 iGoogleの発足に携わる。
2011年25歳でGoogleを去り、Brit + Coを創業。女性のDIYを目的としたメディアとEコマースのプラットフォームであり、制作者、デザイナー、シェフ、発明家をつなぐ創造的コミュニティである。同プラットフォームはウェブサイトとモバイルアプリを通じ月間100万ユーザーをもつ。

## 私生活
ソーシャルネットワーク Pathの共同創業者である Dave Morinと結婚。サンフランシスコ・ベイエリア在住。